# El emigrante (microrrelato)
"El emigrante" es un microrrelato del escritor mexicano Luis Felipe Lomelí, aparecido en el 2005. 
Por algunos años se le consideró en algunas páginas de internet el microrrelato más corto en castellano, superando así en número de palabras al clásico «El dinosaurio», del escritor guatemalteco Augusto Monterroso. Sin embargo, esta denominación fue dudosa en su momento y está superada hoy en día.  
Contando el título, este microrrelato abarca 6 palabras. Hay microrrelatos más breves aún, como "Dios" de Sergio Golwarz (1969), "Fantasma" de Guillermo Samperio (1981), "Maldita" de Óscar de la Borbolla (2000), "Luis XIV" de Juan Pedro Aparicio (2006) y "Blanco" de José de la Colina (2007), microrrelatos de una o dos palabras, incluido el título.

El relato es, en su totalidad:

-¿Olvida usted algo?
-¡Ojalá!